# Yellowstone Park (Spiel)
Yellowstone Park ist ein Legespiel von Uwe Rosenberg für 2 bis 5 Spieler. Die Grafik wurde von Andreas Adamek geschaffen. Erschienen 2003 bei Amigo.

## Beschreibung
Der Yellowstone Park ist der älteste Nationalpark der Welt und etwa dreimal so groß wie Luxemburg. In diesem Spiel wurde seine Fläche auf ein Raster von 7 x 7 Feldern reduziert, auf dem die Spieler Adler, Bären, Bisons, Elche, Hasen, Luchse, Waschbären und Wölfe, die sie in Form von Karten erhalten, unterbringen sollen. Jede Karte hat eine Farbe und einen Zahlenwert von 1 bis 7. Karten mit dem Wert 1 dürfen nur in Reihe 1, Karten mit dem Wert 7 nur in Reihe 7 gelegt werden. Rote Karten dürfen nur in Spalten gelegt werden, in denen schon rote Karten liegen, blaue, gelbe und grüne nur in die der jeweiligen Farbe. Dabei ist drauf zu achten, dass die Karten in ein Areal von 3x3 Karten, das durch die schon auf dem Feld liegenden Karten definiert ist, gelegt werden. Dabei dürfen Karten, deren Farbe und Zahl übereinstimmen, aufeinander gelegt werden. Gelingt es einem Spieler nicht seine Karte in das vordefinierte Areal zu legen oder ist es nicht möglich, mit seiner und den schon ausliegenden Karten ein 3x3-Areal zu bilden, so muss er alle Karten nehmen, die außerhalb des nun durch die neu gelegte Karte definierten Areals liegen. Die Anzahl dieser Karten zählt bei einer Wertung als Minuspunkte.
In jedem Zug muss ein Spieler eine Karte, darf aber auch zwei Karten von seinen maximal 6 Handkarten auslegen. Kann er das achte Feld des 3x3-Areals belegen, erhält er einen Pluspunkt, für das letzte (neunte) Feld sogar 3. Der Zählstein des Spielers wird zurückgesetzt. Hat er 2 Karten gelegt und noch mindestens eine Karte auf der Hand, darf er so viele Karten vom Stapel ziehen, bis er wieder 6 Karten auf der Hand hat, kann aber auch auf das Nachziehen verzichten. Hat er keine Karten mehr auf der Hand, dann darf er seine Minuskarten mischen und davon 6 Karten nachziehen oder er nimmt 6 neue Karten vom Zugstapel. Hierin liegt ein taktisches Element, denn es lohnt sich nur, Minuskarten wieder auf die Hand zu nehmen, wenn Aussichten bestehen, diese in der nächsten Runde in das sich dann gebildete Areal zu legen. Auch kann es von Vorteil sein, den Zugstapel zu reduzieren, um eine Wertung auszulösen oder dieser näher zu kommen, wenn die Mitspieler mehr Minuskarten haben. Denn sobald die letzte Karte vom Zugstapel gezogen wurde, erfolgt eine Wertung. Jeder zählt die vor ihm liegenden Minuskarten und rückt seinen Zählstein vor. Die Minuskarten werden gemischt und bilden den neuen Zugstapel; der nächste Spieler setzt das Spiel fort.
Das Spiel endet, sobald ein Spieler 35 Minuspunkte erreicht hat, gewonnen hat der Spieler, der am weitesten hinten steht, also die wenigsten Minus- oder sogar Pluspunkte hat.
Für Fortgeschrittene sowie zwei Spieler gibt es Varianten, die sich geringfügig von der normalen Version unterscheiden. 

## Inhalt
- Spielbrett
- 5 Zählsteine
- 56 Tierkarten
- Spielanleitung (8 DIN-A5-Seiten)

## Besonderes
Die Tiere auf den Karten und dem Schachtelcover besitzen durchaus menschliche Züge, so trägt der Weißkopfseeadler ein Monokel, der Luchs eine Augenklappe und der coole Waschbär eine Designersonnenbrille. 

## Auszeichnungen
- 2003: Auszeichnung "Spiele Hit" in der Kategorie "Spiele für Familien" verliehen durch die Wiener Spiele Akademie

## Spielkritiken
- Spielbox Ausgabe 2/04: "Wilde Tiere, zahmes Spiel"